# Hegemony
Hegemony est une série de jeux de stratégie informatiques développés par le studio canadien Longbow Games. Les jeux combinent une grande stratégie historique avec des batailles en temps réel sur une carte librement zoomable.

## Système de jeu
Les jeux impliquent la gestion des ressources, gestion d'empire et des conquêts . Leur mécanisme unique est la création de chaînes d'approvisionnement qui se connectent aux centres d'approvisionnement via l'infrastructure du joueur, fournissant ainsi des fournitures à leurs armées. Les jeux incluent des campagnes historiques scénarisées (Philippe de Macédoine, Jules César, Pyrrhus d'Épire) et un mode bac à sable, dans lequel le but est de collecter des "points d'hégémonie". La victoire peut être obtenue grâce à une combinaison de supériorité culturelle, militaire, navale et économique.

### Zoom sans faille
L'une des caractéristiques convaincantes d'Hegemony est qu'il permet au joueur de faire un zoom arrière et de commander des troupes au niveau stratégique et de faire un zoom avant sur une bataille particulière et de gérer les tactiques des unités individuelles. La possibilité de jouer à différents niveaux de détail et la sophistication raisonnable des tactiques d'unités offrent un niveau de fluidité à la guerre qui n'est pas égalé par les autres wargames antiques.

### Tactique des unités
Le joueur peut lever une variété d'unités historiquement appropriées - des phalanges aux peltastes, de la cavalerie légère et de la cavalerie lourde aux archers - en sélectionnant un centre urbain contrôlé et en puisant dans la population de ce centre pour lever une unité. Chaque unité a un niveau de moral, de nourriture et d'initiative, et chaque unité a des utilisations différentes dans la bataille. L'infanterie lourde se rapproche dans un combat au corps à corps, les peltastes lancent des javelots, cèdent du terrain, puis se regroupent pour un autre lancer, la cavalerie lourde monte de formidables attaques de flanc et d'arrière mais est submergée lorsqu'elle attaque une infanterie lourde bien formée à l'avant.

### Lignes de ravitaillement
Tout aussi important pour la validité historique du jeu est le rôle de l'approvisionnement et de la logistique, quelque chose que Hegemony modélise plus efficacement que n'importe quel autre jeu de guerre antique. Le réseau d'approvisionnement du joueur est au cœur des systèmes de jeu. Les villages et les villes sont la base du système. Chaque centre urbain dispose d'une certaine quantité de main-d'œuvre et fournit une certaine quantité de nourriture. Les fermes voisines peuvent être reliées à une ville par des lignes d'approvisionnement, ce qui fait que la nourriture de la ferme est rassemblée dans la ville. Le ravitaillement affecte chaque unité de deux façons très importantes. Tout d'abord, chaque unité doit maintenir un approvisionnement suffisant en nourriture. Si l'unité n'est pas ravitaillée et n'a pas de nourriture, son moral chutera précipitamment, et elle se désintégrera au premier contact dans la bataille. Deuxièmement, les lignes d'approvisionnement déterminent la disponibilité des recrues. Une unité dont la force est inférieure à la force optimale ne recevra de nouvelles recrues que si elle se trouve dans le rayon d'un nœud de ravitaillement relié à la ville d'origine de l'unité. Ce que cela signifie en pratique, c'est que le joueur doit toujours se préoccuper de maintenir les lignes de ravitaillement, de gérer le flux de nourriture pour répondre aux besoins des nœuds individuels, et de garder les nœuds et les liens.

### Bande sonore adaptative
La bande-son d'Hegemony a été écrite pour être en constante évolution, en réponse au niveau d'intensité du jeu, et de façon aléatoire lorsque le jeu est relativement statique. Elle contient plusieurs thèmes, chacun ayant son propre contenu harmonique, mélodique et rythmique. Ces thèmes distincts ont été écrits de façon qu'ils puissent précéder ou suivre n'importe quel autre thème de façon transparente.

## Liste des jeux

### Hegemony Gold: Wars of Ancient Greece
Hegemony Gold était basé sur Hegemony: Philip of Macedon, sorti le 5 décembre 2010, qui a été sélectionné pour le Penny Arcade Expo PAX10 Showcase pour les jeux indépendants,. Cette première version n'est sortie que sur le site du studio de développement Longbow et n'est plus disponible.
Hegemony Gold: Wars of Ancient Greece est sorti le 30 mars 2012. Situé dans la Grèce antique, Hegemony Gold propose un mode bac à sable avec 26 factions, en plus de la campagne de Philippe de Macédoine et des campagnes pour Sparte et Athènes.
Sur Steam, Hegemony Gold a reçu des critiques "très positives". GameStar  a rapporté que Hegemony: Phillip of Macedon a offert "Exigeante Grande Stratégie en temps réel" et a donné une note de 73/100, malgré les graphismes du jeu ne répondant pas à des normes élevées. Le magazine de jeux de stratégie Armchair General a même attribué à Hegemony Gold une note de 93/100. En plus, le jeu a recévé des notes suivantes : PC Master 84%, Destructoid 75% et GamingXP 70%.

### Hegemony Rome: The Rise of Caesar
Hegemony Rome est sorti le 15 mai 2014. Il comporte quatre campagnes qui retracent le chemin de César jusqu'à la conquête de la Gaule.
Hegemony Rome: The Rise of Caesar était considérée comme un successeur moins sophistiqué de Hegemony Gold . L'utilisation de la même boucle de jeu principale sur une carte plus grande sans nouvelle mécanique a contribué à la répétitivité du jeu. Strategy Gamer l'a noté 6/10, notant: «Il y a beaucoup à dire sur Hegemony Rome, et parfois des problèmes simples deviennent plus intéressants s'ils sont pris à une plus grande échelle. Mais un jeu de stratégie vraiment génial ne devrait jamais être aussi répétitif, même si les Romains ont aimé leurs conquêtes gentilles et méthodiquement prévisibles." . Dans le même temps, le podcast stratégique Three Moves Ahead a décrit la campagne César comme étant proche de la réalité et nécessitant des décisions stratégiques intéressantes. En plus, le jeu a reçu des notes suivantes : Hooked Gamers 82%, GameWatcher 70% et GameSpot 50%.

### Hegemony III: Clash of the Ancients
Hegemony III est sorti le 25 août 2015. Le joueur prend en charge l'une des 25 factions en Italie, avant la montée de Rome, et tente d'unir la péninsule italienne. Dans le jeu de base, le joueur peut choisir une faction parmi les groupes de faction latins, sabelliques, grecs, celtiques ou étrusques.
Sur Steam, Hegemony III a reçu des critiques "majoritairement positives". Immédiatement après la sortie et avant les trois correctifs bientôt arrivés, il a été encore critiqué pour ses erreurs (bugs) et sa mauvaise IA. Game Watcher a donné 6/10, déclarant "Je voulais aimer Hegemony III, mais c'était trop frustrant." . D'autre part, WCCFtech l'a noté 7,8 / 10 et StrategyFront Gaming a déclaré que "[c'est] une expérience complexe et enrichissante qui peut résister à des goûts de Total War.". En Allemagne, les joueurs attestent de sa grande rejouabilité. En 2016, le podcast du jeu de stratégie Three Moves Ahead a expliqué comment le jeu n'avait pas beaucoup évolué au fil du temps et comment il ne pouvait pas offrir les mêmes options de jeu concernant la diplomatie ou le commerce que d'autres titres de stratégie offerts.
Une extension, The Eagle King, est sortie le 16 février 2017. The Eagle King propose une campagne dans laquelle le joueur assume le rôle du roi Pyrrhus d'Epire lançant une invasion du sud de l'Italie pour sauver les cités-États grecques de la République romaine naissante. Alternativement, le joueur peut se plonger dans une invasion de bac à sable. La carte a reçu une extension en Sicile. Cette expansion a été saluée par la critique; StrategyFront Gaming l'a décrit comme un «retour en forme» pour la série. Il a été considéré comme une étape importante vers le développement ultérieur de la série dans son ensemble.